# Аренд Схумакер
Аренд Схумакер (нід. Arend Schoemaker, 8 листопада 1911, Дівер — 11 травня 1982) — нідерландський футболіст, що грав на позиції нападника за клуб «Квік Ден Гаг», а також національну збірну Нідерландів.

## Клубна кар'єра
У футболі дебютував виступами за команду «Квік Ден Гаг», кольори якої і захищав протягом усієї своєї кар'єри гравця. 

## Виступи за збірну
1933 року дебютував в офіційних матчах у складі національної збірної Нідерландів. Протягом кар'єри у національній команді провів у її формі 1 матч.
Був присутній в заявці збірної на чемпіонаті світу 1934 року в Італії, але на поле не виходив.
Помер 11 травня 1982 року на 71-му році життя.